# اوتیدم یکم

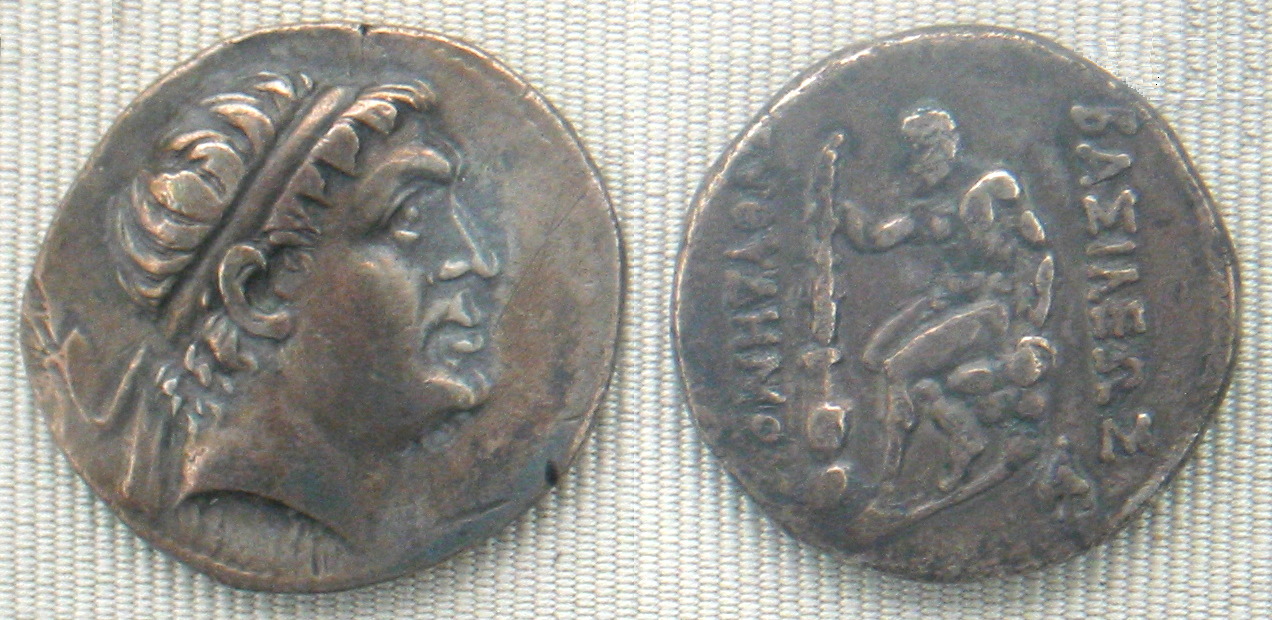
سکهٔ چهار درهمی اوتیدم

اوتیدم یکم(به یونانی: Ευθύδημος Α΄ της Βακτρίας) ساتراپ سغد بود که توانست دودمان دیودوت را کنار بزند و خود در سال ۲۳۰ (پیش از میلاد) امپراتور دولت یونانی باختر شود. پادشاهی او دربرگیرندهٔ سغد، مرو، هرات و بلخ بود.
در ۲۰۸ (پیش از میلاد) آنتیوخوس سوم بدو تاخت و اوتیدم کوشید تا در کنار هریرود در نبردی که نبرد هریرود نام گرفته جلو پیشروی او را بگیرد. ولی شکست خورد و پس‌نشست. آنتیوخوس گرد شهر را گرفت و اوتیدم توانست سه سال شهربندان را تاب بیاورد. سرانجام آنتیوخوس پادشاهی او را پذیرفت و در حدود ۲۰۶ (پیش از میلاد) یکی از دخترانش را نیز به همسری دیمتریوس یکم پسر اوتیدم درآورد.